# La paisana Jacinta
La paisana Jacinta es una serie de televisión peruana de comedia y humor para adultos transmitido por Latina de 1999 a 2002 en su emisión original, luego en 2005 con el nombre de Jacinta por una breve temporada, y finalmente en 2014 en una tercera etapa con su nombre inicial. Originalmente fue una secuencia del programa JB Noticias.

## Sinopsis
El programa muestra los diferentes oficios que ejerce Jacinta (de apellido Chinchaysuyo) mujer oriunda de la sierra del Perú, de un pueblo ficticio llamado Chongomarca o  Pampamarca, (en la película está ambientado en el distrito de Antioquia en Huarochirí), que migra a la ciudad de Lima, capital de ese país, para encontrar mejores oportunidades de trabajo y "hacer fortuna", topándose con personas con buenas o malas intenciones. Sin embargo, siempre soluciona o empeora, de manera cómica, la situación por su inocencia o ignorancia de aspectos de la vida moderna.
Este personaje fue creado por Benavides después de un encuentro con una humilde anciana de alrededor de 70 años, que pedía limosna en el óvalo de Miraflores (Lima), quien alzando las manos pronunciaba palabras en quechua. Benavides notó la forma de caminar de esa anciana, su boca desdentada (común en los ancianos del área rural) y satirizó el quechua con su famosa exclamación ña, ña, ña.

## Desarrollo

### JB Noticias
El personaje de Jacinta y la trama que giraba en torno a él, provienen de un sketch del programa JB Noticias de 1996, conducido y protagonizado también por Jorge Benavides, donde aparecía lavando ropa junto a su amiga Guillermina (interpretada por Haydeé Cáceres) y contándole adivinanzas de doble sentido, y en otras apariciones se encontraba buscando trabajo donde siempre uno de los actores del elenco se burlaba de ella y al final de la escena Jacinta se burlaba de quien se burlaba de ella hablando lisuras. Benavides se había hecho exitoso gracias a su participación y debut como comediante en el programa de Risas y Salsa, en los años 1980, del cual sale para encontrar un propio espacio, creando, en el canal Frecuencia Latina, JB Noticias, a mediados de la década de 1990, con el que vuelve a surgir como humorista. El personaje salió en un capítulo de la serie Patacláun con el Negro Mama y el propio Jorge Benavides. Tras el éxito del personaje en JB Noticias, La Paisana Jacinta pasa en 1999 de ser un sketch a convertirse en un programa propio. Sin embargo, a pesar de que La Paisana Jacinta se convirtió en un programa propio, siguieron transmitiéndose nuevos sketches de La Paisana Jacinta en JB Noticias, hasta la cancelación de este. Luego de la cancelación de JB Noticias, el programa de La Paisana Jacinta se siguió emitiendo.

### Primera temporada (1999-2002)
En marzo del año 1999, La Paisana Jacinta se estrena, logrando un gran éxito nacional, con récords de 26.5 puntos de audiencia según IBOPE Time. Durante las primeras temporadas, Jorge llegó a contar con actores, muchos de los cuales lo acompañaban en su programa sabatino JB Noticias por entonces, tales como su hermano Christian, Haydeé Cáceres, Álvaro González, Hugo Loza, Lucy Cabrera, Enrique Espejo "Yuca", Rubén Ferrando, Carlos Vílchez, Sara Manrique, Daysi Ontaneda, Rocío Polo, Mariella Zanetti, Teresa Espinoza, Giuliana Herrera, Yesabella y Mónica Cabrejos.
En la introducción del programa, Jacinta salía de su pueblo natal para buscar trabajo en Lima, donde luego caminaba o se la pasaba vendiendo frunas por las calles de la ciudad. Esta secuencia tuvo como tema de fondo «Me voy pa' Lima», compuesto e interpretado por Jorge Benavides con la voz de Jacinta.
En los primeros episodios, Jacinta era un personaje inocente pero aparentemente con retraso mental que caminaba de manera decaída, pero que en el fondo sí lograba solucionar las cosas, aunque también a empeorarlas. Al poco tiempo, Jacinta fue evolucionando, llegando a caminar de manera más erguida y con un mayor estado de ánimo, evidenciando más la viveza que demostraba. De esta manera, la fama y popularidad de Jacinta crecieron, con Benavides se presentándose encarnando a su personaje en el talk show Maritere en el año 2000, donde hizo público el lanzamiento de un mix bailable del tema principal del programa, organizando un circo con el que hizo una gira el mismo año
Mientras, la fama del personaje seguía hasta tener su propio espectáculo que hizo triunfar todo la ciudad de Lima desde inicios de la década del 2000.
Conforme fueron pasando las temporadas, actores de los primeros episodios como Rubén Ferrando, Haydeé Cáceres, Teresa Espinoza y Mónica Cabrejos fueron partiendo del programa. Ferrando moriría de diabetes en 2002, año de la última temporada de la primera etapa del programa. A la vez, Alfredo Benavides (hermano de Jorge), Fernando del Águila, Adolfo Geldres, el cómico ambulante Roger Rojas Sandoval Pérez "Cotito", entre otros, se unirían a Benavides en las últimas temporadas.
Por último, en el 2002, se lanzó otro programa alternativo llamado Los cuentos de la Paisana Jacinta, en el que, interpretando a Jacinta, iba a estar acompañado de un personaje llamado "Mantecoso" (es un ratón que es una mezcla de Topo Gigio y Mickey Mouse que aparecía en un hueco pequeño de un callejón cuando Jacinta se fue a dormir y Mantecoso le daba queso para que Jacinta se haga chiquita así como El Chapulín Colorado para entrar a la casa de Mantecoso), aunque este proyecto nunca llegó a realizarse. 
Sin embargo, a la popularidad también se unieron las críticas, debido al contenido sexual y verbal que mostraba, a pesar de la hora en que este era transmitido (alrededor de las 11:00 p. m. o 23 horas, en la noche, todos los martes), y a las referencias hacia el habitante de la sierra peruana.
El programa terminó su ciclo en 2002, con un total de 320 capítulos, entre los más clásicos y algunos capítulos perdidos. En 2004, Benavides se unió con su compañero de Risas y Salsa y amigo, el también comediante Carlos Álvarez, para proyectar un espacio humorístico basado en imitaciones de personajes de fama nacional como internacional, dividido en dos programas, Los Inimitables y El Especial del Humor, aunque poco después permaneció el último. Por entonces, Benavides solo contaría por entonces con la colaboración de su hermano Christian, Adolfo Geldres y una actriz más, las dos últimas tardías adiciones al elenco de la Paisana Jacinta y relegados a actuaciones ocasionales, sin mucha participación y sin ser acreditados como parte del elenco. El personaje de la paisana Jacinta reaparecería en un sketch del flamante programa ese mismo año, al lado de Álvarez imitando a Alan García. Carlos Vílchez regresó por unos meses al lado de Jorge Benavides en 2005 para actuar en el programa de Carlos Álvarez y en una nueva temporada de La Paisana Jacinta, para luego ir a coconducir Lima Limón con el personaje de "La Carlota".

### Segunda temporada (2005)
A comienzos de 2005, se especuló que el programa regresaría a la televisión con nuevas secuencias, incluso se llegó a decir que JB saldría de El Especial del Humor, programa humorístico que compartía con Carlos Álvarez desde el año anterior, con tal de hacer una nueva etapa; sin embargo, JB permaneció en El Especial del Humor el cual se emitía los sábados, mientras que La Paisana Jacinta se emitía de lunes a viernes. Luego de tres años, la paisana Jacinta regresaba con una nueva temporada, pero con muchos cambios frente a su primer período. El programa fue llamado simplemente Jacinta.
El personaje vestía una chompa rosada (aunque en algunos episodios utilizaba una chompa anaranjada, roja, verde o amarilla) y estaba un poco más "avivada". Para quedar bien con sus críticos, Benavides continuó con el formato de los últimos episodios de la etapa anterior, suavizándole un poco más, dando mensajes morales al final de cada episodio, incluso excluyendo la palabra paisana del nombre del programa. Ya que tuvo un circo de esta temporada en el año 2005 y tuvo presentaciones en otros programas del mismo canal (Frecuencia Latina). En la introducción Jacinta salía bailando la canción «Addicted To Love».
La temporada se estrenó el lunes 4 de abril de 2005 a las 7 p. m. de la noche. En ese día se transmitió la "Conferencia de Prensa de Frecuencia Latina 2005", en que Federico Anchorena entrevistó a la Paisana Jacinta el martes 22 de marzo de 2005, para coincidir la temporada del año 2005 de Jacinta. 
Muchos actores de los elencos anteriores regresaron, aunque algunos de ellos solo participarían en contados episodios. Carlos Vílchez, Enrique Espejo, Christian Benavides, Daysi Ontaneda, Adolfo Geldres y Alfredo Benavides, fueron usuales en la corta temporada, aunque también hubo participaciones usuales de otros actores, como Rodrigo Sánchez Patiño y Carlos "Tomate" Barraza. Otros actores invitados fueron Haydeé Cáceres (antigua miembro del elenco de 1999) y Ricardo Mejía. Esta fue la última temporada realizada con Christian Benavides, quien falleció de cáncer en 2010.
Se grabaron 24 capítulos porque después en 2005 la Mesa contra el Racismo de la Coordinadora Nacional de Derechos Humanos expresó su satisfacción por la paralización de las grabaciones del programa que según ha informado Frecuencia Latina y dejó de difundirse en programarse todos los días y ha sido transmitido una vez por semana. Se cuenta, que la programación de "Jacinta", atraía tanto a las marcas publicitarias por racismo, es decir que daban muchos ingresos (dinero) por mostrar chistes racistas.
Poco después de la denuncia, finalmente el programa fue cancelado y dejado de transmitirse e incluso se paralizó las grabaciones a mediados del 2005 por las críticas del personaje por actos de racismo y la Paisana Jacinta quedó en el olvido.

### Receso (2005-2014)
Durante el receso, ocurrieron diferentes sucesos del reparto. Hugo Loza fue diagnosticado con cáncer al estómago, el cual ha estado combatiendo, siéndole extraído un pedazo de ese órgano. Casi al mismo tiempo, a Lucy Cabrera también se le detectó un cáncer. En 2009, Christian Benavides también fue diagnosticado con cáncer al estómago, el cual ha estado afrontando, pero la enfermedad le ocasionó la muerte el 8 de febrero de 2010, a la edad de 36 años.
Por unos años, Mónica Cabrejos ejerció como periodista, habiendo trabajado brevemente en El Tribunal de la Tele (por RBC Televisión) y en Enemigos Públicos (Panamericana Televisión).
En 2008 se presumió que Jorge Benavides Gastello iba a volver a encarnar al personaje de Jacinta y relanzar el programa para febrero de 2009, pero nada resurgió.

### El especial del humor
En el 2010, el personaje de la paisana Jacinta reapareció en El Especial del Humor, en el sketch de la "Locademia de candidatos del General Desaire", hecho que no se salvó de la polémica. También reapareció en el 2011 en algunos sketches de El Especial del Humor antes y después de la salida de Carlos Álvarez de Frecuencia Latina, como uno donde aparecía junto con Paul Mascarne/Paul Macarne (imitación de Paul McCartney), el 31 de diciembre.
El 12 de septiembre de 2011, se vuelven a emitir capítulos pasados, de la primera y segunda temporada, a la salida del programa 'REC' (Reproducimos Errores Cotidianos) que entró en restructuración. Así mismo que el 2014 se anuncia una grabación de cinco nuevos capítulos.
Luego, de esto, la paisana Jacinta comenzó a aparecer con más frecuencia en El especial del humor, hasta la cancelación definitiva de éste.
En 2013, en el programa de canto Dilo cantando de Laura Huarcayo (ya que era su último capítulo), salió la Paisana Jacinta a contarle un poco de lo que le pasó después de tiempo y contándole una de sus adivinanzas cuando ella estaba con su amiga Guillermina en JB Noticias. Después salió Jorge Benavides contándole a Laura, la historia de sus cuatro personajes queridos de JB Noticias: La Tía Gloria, El Negro Mama, El Niño Arturito y La Paisana Jacinta; y los recuerdos en sus hermanos Alfredo y Christian Benavides, además, el elenco del El Especial del Humor con otros que estuvieron en JB Noticias y La Paisana Jacinta, le cantaron una canción a Jorge.
El 16 de febrero de 2014, Frecuencia Latina anunció nuevos capítulos de la serie.

### Tercera temporada (2014-2015)
En febrero de 2014, se anunció que La Paisana Jacinta regresaría con su nueva cuenta en Twitter y nuevos capítulos. Los capítulos enumerados fueron diez, los cuales, si acumulaban una determinada cantidad de puntos en el rating, podrían dar posibilidad de una nueva temporada más.
La tercera temporada se comenzó a emitir el lunes 10 de marzo de 2014, con un elenco conformado por Jorge Benavides y la mayoría de los actores del elenco original de la temporada de 1999: Mariella Zanetti, Daysi Ontaneda, Azucena del Río, Enrique Espejo "Yuca", Haydeé Cáceres, Carlos Vílchez, Álvaro González y Lucy Cabrera. Los guiones están a cargo de Otoniel Díaz y Hugo Tasayco. Mónica Cabrejos, quien participó en el primer episodio del relanzamiento, el cual daba a entender que también ella formaría parte del elenco, declaró que no participará en la grabación del resto de episodios junto con el resto de actores por otros compromisos, pero que sí lo haría como invitada. También se emitieron algunos sketches de la paisana Jacinta en El Especial del Humor.
El estreno se volvió tendencia en redes sociales y obtuvo 21 puntos de ráting.
Otros actores que han actuado en esta nueva temporada son Rodolfo Carrión, Walter "Cachito" Ramírez, Danny Rosales, Carlos "Tomate" Barraza, Alfredo Benavides, Alejandro "Gordo Casaretto", Fátima Segovia, entre otros, muchos de los cuales trabajaron con Benavides en El Especial del Humor. Esta nueva temporada también trajo de regreso a Adolfo Geldres y algunos del elenco del año 2005, quien un año antes se había alejado de este último programa ya que también participó en la temporada del año 2005.
Poco tiempo después, Jorge Benavides Gastello denunció a las personas inescrupulosas que todavía están estafando de tal manera utilizando el nombre e imagen de La Paisana Jacinta en shows, circos, teatros, coliseos, colegios y en shows de Hora Loca en Lima y en provincias y el personaje dijo claramente que cuando ella se va presentar en algunos lugares, oficialmente se anuncia en el programa, en TV o en Frecuencia Latina.
En junio de 2014, la serie comenzó a producirse y emitirse en alta definición, pese a que ello estaba contemplado para el estreno de la temporada.
El canal Latina Televisión anunció que Jorge Benavides regresará a encarnar a La Paisana Jacinta y continuar con la actual temporada con nuevos capítulos en 2015 pese a las críticas del personaje. Se estrenaron el 3 de marzo. Lamentablemente fueron 4 capítulos grabados, pero casi no fueron muy bien recibidos tanto en críticas como algunos fanes de la serie y el personaje. Jorge Benavides afirmó que no se emitirán más episodios por el momento, porque solamente se tenía previsto una cantidad específica de estos.
El lunes 22 de agosto de 2016, Panamericana Televisión comenzaría a emitir los episodios de la tercera temporada. Posteriormente comenzó a transmitir los capítulos de las otras temporadas. La paisana Jacinta se emitió hasta el viernes el 30 de diciembre de 2016.

### El wasap de JB
El sábado 8 de abril de 2017, en El wasap de JB, el personaje de La Paisana Jacinta reaparecería en el sketch de "Las adivinanzas" el cual se había realizado anteriormente en JB Noticias y cuya temática seguía siendo la misma (aunque se añadieron algunas escenas diferentes). Sin embargo, el personaje de Guillermina fue retirado (hasta su aparición en dos sketches); en su lugar se agregaron tres personajes diferentes interpretados por tres actores diferentes (Magikarp por Danny Rosales, Sandalia por Walter "Cachito" Ramírez, y Yucanchis por Enrique Espejo "Yuca"). Meses después, el sketch sufriría un cambio, convirtiéndolo en un espacio para recibir a diferentes artistas reconocidos a nivel nacional e internacional en el programa.
También aparecería en los sketchs de "Los ronderos" (usando las chompas que vestía en la segunda temporada).
El 12 de mayo de 2018, se emitió un episodio especial de La Paisana Jacinta teniendo como invitado a Andrés Hurtado, donde la paisana visita la mansión de su viejo amigo Andrés para cumplir con los quehaceres del hogar mientras suceden pequeños percances en el lugar.
En 2019, la Paisana Jacinta dejaría de aparecer en la lavandería para inaugurar su cevichería llamado La Ojota Marina, donde sigue el mismo contexto de recibir a los invitados especiales.
A partir del 2020, el personaje dejaría de parecer en el programa

### Apariciones
- JB Noticias (1996-2001)

Jorge Benavides interpretando a la paisana Jacinta en una conferencia en Trujillo.

- Patacláun (1998 solo en un capítulo)
- Especial por fin de año de Frecuencia Latina (1999)
- Maritere (2000)
- Los cómicos ambulantes (2000)
- Todos por Amor (transmitido por Panamericana Televisión) (2002)
- El especial del humor (2003-2004)
- Campaña Frecuencia Latina: Tele Vida 2004
- Conferencia de Prensa Frecuencia Latina 2005 (con Federico Anchorena)
- Siempre Gisela (2005)
- Hoy con Hildebrandt (2005)
- Presentación en el Congreso con Chirapaq programa: Jacinta 2005
- El especial del humor (2010-2014)
- El Circo del Chorri (2010)
- La noche es mía (2011)
- Hombres trabajando para ellas (2011)
- Abre los ojos (2012)
- Amor, amor, amor (2014)
- El valor de la verdad (2014)
- Teletón Perú (2014)
- Espectáculos (2014-2015)
- Magaly (2015)
- Amor, amor, amor (2016)
- Yo soy (2014, 2016)
- El wasap de JB (2017-2020)

## Reparto
1999-2002
- Jorge Benavides
- Christian Benavides
- Haydeé Cáceres
- Álvaro González
- Hugo Loza
- Lucy Cabrera
- Enrique Espejo "Yuca"
- Rubén Ferrando
- Carlos Vílchez
- Sara Manrique
- Azucena del Río
- Daysi Ontaneda
- Rocío Polo
- Mariella Zanetti
- Giuliana Herrera
- Teresa Espinoza
- Martha Vásquez Chávez "Yesabella"
- Ubaldo Huamán
- Mónica Cabrejos
- Alfredo Benavides
- Fernando del Águila
- Adolfo Geldres
- Roger Rojas Sandoval Pérez "Cotito"
- Pilar Guerra

2005
- Jorge Benavides
- Christian Benavides
- Haydeé Cáceres
- Rodrigo Sánchez Patiño
- Carlos Vílchez
- Enrique Espejo "Yuca"
- Daysi Ontaneda
- Adolfo Geldres
- Alfredo Benavides
- Lucy Cabrera
- Jorge Guzmán
- Carlos Barraza
- Ricardo Mejía
- Roger Rojas Sandoval Pérez "Cotito"

2014
- Jorge Benavides
- Haydeé Cáceres
- Walter "Cachito" Ramírez
- Alejandro "Gordo Casaretto"
- Mariella Zanetti
- Daysi Ontaneda
- Azucena del Río
- Enrique Espejo
- Carlos Vílchez
- Álvaro González
- Lucy Cabrera
- Mónica Cabrejos
- Rodolfo Carrión
- Danny Rosales
- Carlos "Tomate" Barraza
- Alfredo Benavides
- Fátima Segovia
- Martín Farfán
- Adolfo Geldres
- Jorge Guzmán
- John Sandoval "Nabito"
- Dorita Orbegoso

## Controversias
El programa fue acusado de hacer referencia al racismo en el Perú contra los pueblos indígenas y de mostrar escenas y vocabulario considerado obsceno. El propio Benavides respondió comparando a las mujeres mexicanas que si pueden ver a la "Chimoltrufia", famoso personaje del sketch Los Caquitos del programa Chespirito. Incluso cuando se volvieron a transmitir los episodios de 1999 y 2000, en 2004 y 2005, las críticas reemergieron, siendo de las más destacadas las de la en aquel entonces congresista Paulina Arpasi. También recibió críticas del humorista Tulio Loza por la visibilización de los defectos del personaje.
En 2004, el secretario de la Coordinadora Nacional de Derechos Humanos responsabilizó socialmente a Baruch Ivcher por la promoción del programa. Tiempo después, esta organización entregó al canal el "antipremio al más discriminador".
En 2014 con la nueva temporada el programa fue nuevamente objeto de críticas, siendo su mayor detractora la congresista quechua Hilaria Supa. Debido a esto, la congresista Hilaria Supa fue víctima de racismo en Twitter.
En 2010, tras el regreso de La Paisana Jacinta y el Negro Mama a la televisión en El especial del humor, la presidenta de la Asociación Afroperuana Lundu, Mónica Carrillo Zegarra escandalizó el regreso de estos dos personajes por racismo. Hasta se hizo una entrevista de Jorge Benavides Gastello (a través de El Negro Mama y él mismo) y Mónica Carrillo Zegarra para el noticiero Reporte Semanal. También en la entrevista mencionaron que si en Estados Unidos nunca escandalizaron a Mario Baracus o Eddie Murphy y que querían desaparecer al Negro Mama y a La Paisana Jacinta, ya que "El Negro Mama" no volvió a aparecer desde 2007, y La Paisana Jacinta, desde 2005.
Existió una recolección de firmas para sacar el programa de la televisión debido a que se considera al personaje un estereotipo denigrante, como lo señaló la presidenta de Chirapaq (Centro de Culturas Indígenas del Perú), Tarcila Rivera Zea. Sin embargo, esto no logró sacar al programa de la televisión, debido a que también se juntaron firmas para que el programa se mantuviera en el aire.
En junio de 2014 la marca Colgate Palmolive dejó de auspiciar el programa a raíz de una carta enviada por el colectivo Ciudadanos Luchando Contra el Racismo a la central de Colgate Palmolive en los Estados Unidos. Dicha carta expresaba su rechazo al programa por promover estereotipos racistas en su contenido.
También la ONU (Organización de las Naciones Unidas) denunció al mismo personaje con el mismo problema de la congresista Hilaria Supa. Pasaron meses hasta que hicieron que Frecuencia Latina cancele los nuevos capítulos de la serie al reemplazo de telenovelas brasileñas.
En julio del 2014, Jorge Benavides Gastello, en representación de Kamanu Producciones E.I.R.L., solicitó al Ministerio de Cultura del Perú la calificación de carácter cultural al espectáculo público no deportivo denominado "Circo de la Paisana Jacinta". Este pedido fue denegado, pues el espectáculo no guardaba relación con los parámetros constitucionales señalados en la sentencia del Tribunal Constitucional, expedida el 13 de abril de 2005, como son contenido cultural, mensaje y aporte al desarrollo cultural, características ajenas al personaje de la "Paisana Jacinta", que está constituido sobre la base de prejuicios y estereotipos que fomentan prácticas discriminatorias, exacerban las diferencias negativamente y resultan en una representación ofensiva de la mujer andina del Perú. 
Tiempo después, Jorge Benavides Gastello reapareció con su personaje de la Paisana Jacinta para apoyar a la campaña de niños pobres Teletón ya que quedó que el personaje siga en la televisión.
El 13 de julio de 2015 fue admitida por el Juez del distrito judicial de Puno la demanda constitucional en la modalidad de acción de amparo contra La Paisana Jacinta. La demanda de amparo pide se reformule este programa a fin de eliminar el contenido discriminatorio. Esta demanda fue presentada por la Asociación Departamental de Mujeres Campesinas de Puno (ADEMUCP), la Federación Departamental de Campesinos de Puno, el Frente de Organizaciones Populares de Puno, y la Asociación Mujeres Campesinas Provincial de Huancané Puno (ADEMUCP), con el apoyo legal de la Oficina de Derechos Humanos y Medio Ambiente de Puno y el Instituto de Defensa Legal. Esta demanda se suma a la demanda presentada contra el mismo programa por las organizaciones de mujeres campesinas de Cusco, con el apoyo de la Asociación por la Vida y la Dignidad Humana y el Instituto de Defensa Legal. El expresidente Alejandro Toledo apoyó la causa. Poco después, Latina dejó de transmitir las repeticiones del programa.
El 29 de noviembre del 2018 el programa fue cancelado por orden de la jueza Yanet Ofelia Paredes Salas, al declarar fundada la acción de amparo interpuesta por las cusqueñas Rosalinda Torres Morante, Irenen Quispe Taboada, Cecilia Paniura Medina y Rosa Supho Ccallo, a través de la Resolución N° 76.
El 14 de octubre del 2020, la Sala Superior Civil de Cusco dispuso que se deje de emitir el programa mediante medios de comunicación masivos, plataformas digitales o el uso del personaje. Años después, el caso fue trasladado al Tribunal Constitucional. Finalmente, el Tribunal Constitucional ratificó en 2025 la decisión del tribunal de Cusco, por lo que el personaje quedaría impedido de reaparecer para siempre.

## Adaptaciones
En paralelo a la principal se creó una miniserie llamada Los cuentos de la paisana Jacinta cuya trama estaba enfocado en la relación de la protagonista y el pericotito Mantecoso. En 2001 se estrena por primera vez en su circo. En 2014 se relanza la gira circense con la participación de Mariella Zanetti y Enrique Espejo 'Yuca'.
La Paisana Jacinta estrenó su nueva temporada en 2015 con el circo de fiestas patrias en San Juan de Lurigancho, la cual sufre un atentado por arrojamiento de granadas en pleno espectáculo de parte de extorsionadores. El incidente dejó siete heridos incluyendo el cómico Enrique Espejo "Yuca". Después del incidente el cómico Jorge Benavides Gastello anunció que continuará sus funciones de su circo.
Desde 2013 JB anunció que en sus próximos proyectos estaría en hacer una película del personaje. Al principio dijo que la idea estaba planeado en el 2000 pero no tendría éxito por falta de presupuesto. Tras la acogida de la película Asu Mare, en 2016, el cómico señaló que está en negociaciones para una posible saga cinematográfica sin dar detalles.

### Película
En marzo de 2017, el director y conductor de TV Adolfo Aguilar confirmó que dirigió la película de la Paisana Jacinta, a estrenarse el 23 de noviembre de 2017.
En agosto de 2017, salió su primer tráiler.